# Barleria buxifolia
Barleria buxifolia o Karachulli es una especie de planta con flores del género Barleria, familia Acanthaceae.
Es nativa de India y Sri Lanka. Especie endémica del sur de la India en bosques secos caducifolios y a lo largo de caminos. Tiene propiedades medicinales.

## Descripción
Es un arbusto espinoso de hasta un metro de altura. Las hojas son pubescentes por ambos lados. Las espinas que salen de la base de la hoja son afiladas. 